# Rhinella spinulosa
Rhinella spinulosa е вид земноводно от семейство Крастави жаби (Bufonidae).

## Разпространение
Видът е разпространен в Аржентина, Боливия, Чили и Перу.